# Associazione Calcio Femminile Gorgonzola Italinox 1977
Questa voce raccoglie le informazioni riguardanti l'Associazione Calcio Femminile Gorgonzola Italinox nelle competizioni ufficiali della stagione 1977.

## Rosa
Rosa aggiornata all'inizio della stagione.
| N. |                   | Ruolo | Calciatrice             |
| -- | ----------------- | ----- | ----------------------- |
| 6  | Scozia (bandiera) | C     | Mary Carey Anderson     |
|    | Italia (bandiera) |       | Alfa Barotto            |
|    | Italia (bandiera) | P     | Mariangela Bonanomi     |
|    | Italia (bandiera) |       | Loretta Brunale         |
|    | Italia (bandiera) |       | Lorella Brusa           |
|    | Italia (bandiera) |       | Maria Casati            |
|    | Italia (bandiera) |       | Valeria Cassani         |
|    | Italia (bandiera) |       | Anita Checchi           |
| 4  | Italia (bandiera) | C     | Enrica Davalle          |
| 2  | Italia (bandiera) | D     | Anna Maria Fedrigo      |
|    | Italia (bandiera) |       | Rosa Feroldi            |
|    | Italia (bandiera) |       | Maria Grazia Forante    |
| 5  | Italia (bandiera) | C     | Anna Maria Galluzzi     |
| 7  | Italia (bandiera) | A     | Aurora Giubertoni       |
| 8  | Italia (bandiera) | A     | Assunta Giovanna Gualdi |

| N. |                   | Ruolo | Calciatrice              |
| -- | ----------------- | ----- | ------------------------ |
| 3  | Italia (bandiera) | D     | Patrizia Gualdi          |
|    | Italia (bandiera) |       | Silvana Guarino          |
| 4  | Scozia (bandiera) | D     | June Hunter              |
| 1  | Italia (bandiera) | P     | Cosima Longo             |
| 7  | Italia (bandiera) | A     | Ivana Manzoni            |
|    | Italia (bandiera) |       | Maria Rosa Mazzoleni     |
| 6  | Italia (bandiera) | C     | Cecilia Mola             |
|    | Italia (bandiera) |       | Rosangela Oselin         |
| 11 | Italia (bandiera) | A     | Bruna Pantano            |
|    | Italia (bandiera) |       | Angela Pedracini         |
|    | Italia (bandiera) |       | Maria Antonietta Riboldi |
|    | Italia (bandiera) |       | Lia Sola                 |
| 12 | Italia (bandiera) | P     | Michelina Stabile        |
| 7  | Scozia (bandiera) | A     | Mary Strain              |
|    | Italia (bandiera) |       | Anna Zanini              |